# Doctor Pitangú
Doctor Pitangú es un grupo español valenciano de pop rock. En su primer disco, "Natural", utilizaron la denominación "Happy Rock" para describir su estilo de música. Aunque son muchos años los que lleva en activo la formación, no es hasta el año 2006 cuando comienzan a tener notoriedad y a ser conocidos en el panorama nacional.

## Historia
Durante los años 2006 y 2007, una vez establecida la formación actual, obtienen distintos premios en varios concursos nacionales: Ganadores de “Cuervonation 06”, Ganadores del "V Festival de Rock de Chamartín 2006", finalistas de "Los Dycrectos 06", Finalistas del "Greenspace" de Heineken y el "Stage Mediatic Festival 07".
En 2007 graban el primer EP “Quiero”, con su discográfica DP Music Entertainment y, habiendo firmado contrato editorial con Universal Music Publishing Group, hacen una pequeña gira por importantes salas nacionales en Valencia, Madrid, Alicante, Murcia, Sevilla y Córdoba. En abril de 2008 actúan en la Plaza de toros de Valencia con motivo de la final de la Copa del Rey de Fútbol  ante más de 10 000 personas y ponen música con sus temas “Natural” y “Entre amigos” a la banda sonora de la película de Antena 3 y Globomedia  “Carlitos y el Campo de los sueños”.
En mayo de 2008 graban el videoclip de su primer sencillo, “Natural”, que dio nombre a su primer trabajo discográfico, publicado el 30 de octubre de 2008. Desde ese día y durante dos meses realizaron un Tour acústico nacional de 15 conciertos por todos los Forums de la Fnac. El primer sencillo y su videoclip, “Natural”, obtuvo en los primeros meses más de 150.000 visitas y gran rotación en televisiones musicales como 40 TV, Sol Música, Kiss TV, MTV España, etc. 
En julio de 2009 lanzaron su segundo sencillo “Quiero”, cuyo videoclip se estrenó en Los40.com,  estando en los Top 5  más vistos de la semana. Es su gira de verano de 2009 recorrieron diferentes ciudades y pueblos de todo el territorio nacional y fueron escogidos por la Caixa de Balears Sa Nostra para poner música con “Natural” a su campaña de promoción en televisión y radio para el proyecto “Conek-t”. Ese mismo año actuaron en el Gran Premio de la Comunidad Valenciana de moto GP en Cheste, en la fiesta que organiza el canal musical Sol Música.
Durante el año 2010, tras ser elegido como grupo anfitrión de la primera edición de MusicAula, el Festival Pop-Rock del Estudiante, actuaron en la presentación, las 6 semifinales y la final del mismo, concluyendo así la etapa correspondiente a su disco debut, “Natural”.
A principios de 2011 la conocida marca de refrescos Coca-Cola escogió a Doctor Pitangú como uno de los grupos que pusieran música a su campaña de comunicación de 125 aniversario. Para ello el grupo creó un sencillo especial a partir del mítico jingle televisivo “Coca Cola es así”, dentro de la campaña promocional Coca Cola Music Experience.
En abril de 2011 son elegidos por el canal Cuatro para protagonizar el spot promocional de la cadena junto a sus presentadores estrella.
En 2012, Doctor Pitangú publica su segundo y último álbum: "imanes". Como single inicial se presenta el tema "Como el sol", con un videoclip y varias actuaciones en directo, acogido con cierto éxito entre la crítica y el público. Meses más tardes, tras una encuesta en sus redes, la banda publica su segundo videoclip de este disco: "Nos bastará".
Debido a la baja popularidad en su última etapa, la banda decide tomarse una pausa y aunque no llegó a anunciar su disolución en ninguna de sus redes, no se tienen noticias desde 2018.

## Discografía
Natural, 2008 - DP Music Entertainment y Universal Music Publishing Group
1. Quiero
2. Natural
3. La ley de Murphy
4. Reloj de Arena
5. Por fin
6. Siento
7. Entre Amigos
8. Yo sin ti
9. Nada que hacer
10. Dispara
11. Cuidado con Paloma
12. Sí o no

Reloj de Arena, 2010 - Edición Especial
Imanes, 2012 - DP Music Entertainment
1. En Un Segundo
2. Como el Sol
3. Imanes
4. Mientes
5. Mis Sueños
6. Nos Bastará
7. A rastras
8. Un respiro
9. Sigo aquí
10. Terciopelo

## Componentes
Jose (cantante y guitarra), Rodrigo (Guitarra) Músicos habituales: Vicente (bajo) Miguel (batería).